# Síndrome de Kleine-Levin
A síndrome de Kleine-Levin (também conhecida como "Síndrome da Bela Adormecida") é um raro distúrbio neurológico caracterizado por períodos recorrentes de quantidade de sono excessivo (hipersonia) e comer. No início de um episódio o paciente se torna sonolento e dorme durante a maior parte do dia e da noite, acordando só para comer ou ir ao banheiro. Quando acordado, o comportamento de todo paciente é alterado. Eles também sofrem confusão, desorientação, ausência total de energia (letargia), e a falta de emoções (apatia). Os indivíduos não são capazes de freqüentar a escola ou trabalho ou cuidar de si mesmos. A maioria está de cama, cansado, e pouco comunicativo mesmo quando acordado.
A maioria dos pacientes relatam que tudo parece fora de foco, e que são hipersensíveis ao ruído e luz. Em alguns casos, os desejos de comida (hiperfagia compulsiva) são exibidas. No sexo masculino, os casos de hipersexualidade desinibida durante os episódios também foram relatados. No sexo feminino, os casos de depressão foram relatados.
Os indivíduos afetados podem passar por um período de semanas, meses ou até anos sem sentir quaisquer sintomas, e depois eles reaparecem sem aviso prévio. Entre episódios que foram diagnosticados com SKL parecem estar em perfeita saúde, sem evidência de disfunção comportamental ou físico.
A causa da Kleine-Levin síndrome não é conhecida. Assim, o apoio da família e educação são a melhor gestão disponível no momento.
Essa síndrome foi descoberta por dois cientistas, chamados Kleine e Levin, entre 1925 e 1929.
Ela ocorre durante 10 dias seguidos de 3 a 4 anos, e pode ser detectada em uma pessoa por volta dos 8 anos de idade.